# 田中八百八
田中 八百八（たなか やおはち、1884年8月 – 1952年1月10日）は、日本の林学者、農林技官。
信州大学初代農学部長を務めた。学者としての専門分野は林業政策、治山治水。

## 生涯
現在の福井県小浜市竹原で生まれる。
旧制小浜中学校を経て、1909年に東京帝国大学農科大学（現・東京大学農学部）を卒業した。
1917年、岩手県庁山林課長に就任する。山梨県庁でも勤務した。
1925年に農林省山林局兼内務省土木局技師となる。1926年にイタリアのローマで開催された第1回万国森林会議に日本代表の1人として出席し、副議長（6人の1人）を務めた。会議からの帰途にはヨーロッパ各国の林業事業を視察した。
1929年には農林省林務課長に昇進する一方、東京帝国大学農学部で講師を務めた。1930年には小浜に自分の所有していた梅田雲浜生誕地を保存会に寄贈した。
1939年には全国森林組合連合会専務理事、中央森林審議会委員、日本治山治水協会顧問といった役職に就く。
1942年3月、「一身上の都合」を理由に農林技師兼内務技師を依願免官した。
1949年に、初代の信州大学農学部長となる。1950年には第2回参議院議員通常選挙に全国区から立候補した（落選）。信州大学時代、長野県内で以前より荒廃地の治山が行われていた上久堅村（現・飯田市）に講演に招かれた際、砂防の知識習得が困難であることを相談されて「砂防学校を設立して教育するとよい」と返答、その言葉に基づいて村には砂防学校が設立された。墓所は多磨霊園。